# Vinton, Louisiana
Vinton är en kommun (town) i Calcasieu Parish i Louisiana. Vid 2010 års folkräkning hade Vinton 3 212 invånare.